# Perameles nasuta
Espèce
Statut de conservation UICN

 LC  : Préoccupation mineure
Le Bandicoot à nez long (Perameles nasuta), ou péramèle nason, est la plus grande espèce de bandicoot.

## Description
Il mesure 31 à 43 cm de la tête au début de la queue, la queue mesurant 12 à 15 cm et il pèse 850 g. De la taille d'un petit lapin, il a un pelage brun, de petites oreilles pointues avec un museau allongé très caractéristique

## Distribution et habitat
On le trouve sur la côte Est de l'Australie depuis Ravenshoe dans le Queensland jusqu'à Naringal dans le Sud-Ouest de l'État de Victoria

## Alimentation
Il se nourrit d'invertébrés et de tubercules

## Mode de vie
C'est un animal nocturne, solitaire qui passe ses journées dans des nids creusés dans le sol.

## Reproduction
La période de gestation est de 12.5 jours. C'est la plus courte de tous les marsupiaux.

## Galerie

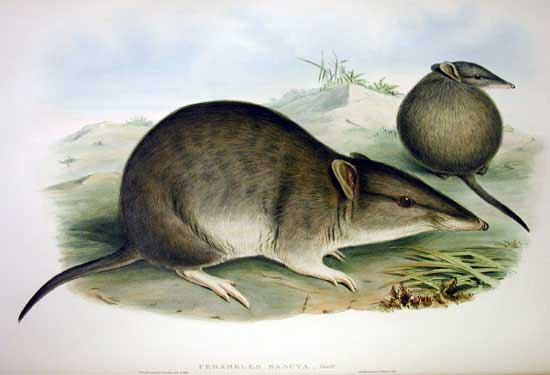
Dessin de John Gould
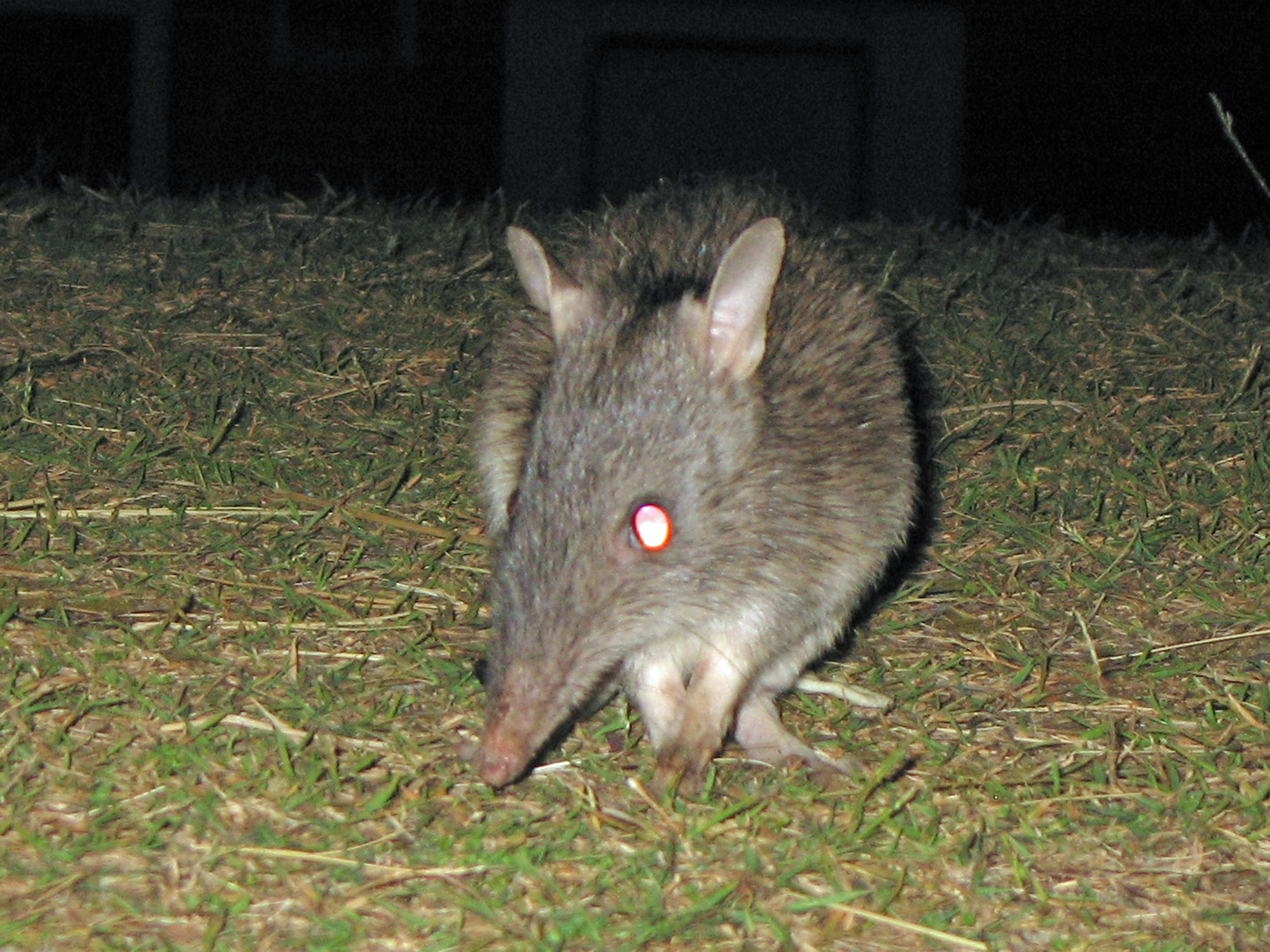
Photo d'un Perameles nasuta